# Esponsorama Racing
Esponsorama Racing (ehemals BQR und Avintia) ist ein Motorradsport-Team aus Spanien. Es startet in der Motorrad-Weltmeisterschaft in den Klassen MotoGP und Moto3 sowie im MotoE World Cup. Teamchef ist der Spanier Raúl Romero.

## Geschichte
Avintia Racing wurde 1994 unter dem Namen „Team BQR“ gegründet. Es startete 2001 erstmals in der Weltmeisterschaft; zunächst mit Honda-Maschinen in der 250-cm³-Klasse; ab 2007 mit Aprilias und Aleix Espargaró und Stefan Bradl als Fahrer. Im Folgejahr holte Scott Redding beim Großen Preis von Großbritannien in der 125-cm³-Klasse den ersten Sieg für das Team.
2009, nachdem Blusens zum neuen Hauptsponsor geworden war, gelang Alex Debón als Zweiter beim Großen Preis von Deutschland der erste Podestplatz in der 250-cm³-Klasse. Er schloss die Saison als Zehnter ab, die bis heute beste Endplatzierung eines BQR/Avintia-Piloten in der mittleren Klasse. In der 125-cm³-Kategorie traten in diesem Jahr weiterhin Redding sowie Tito Rabat an.
2010 wurde mit Einführung der Moto2-Kategorie das Team komplett neu aufgestellt. Man trat nun mit einer eigenen Maschine an sowie den Fahrern Yonny Hernández und Mashel Al-Naimi. Während Al-Naimi punktelos blieb, schloss der Kolumbianer die Saison als 21. mit 32 Punkten ab. In 125-cm³-Weltmeisterschaft wiederum wurde nach Reddings Aufstieg in die Moto2-Kategorie zum Marc VDS Racing Team nur noch eine Maschine für Rabat eingesetzt. Der Spanier wurde mit zwei dritten Plätzen WM-Sechster.
2011 verblieb Hernández im Team, ebenso Rabat, dieser allerdings stieg in die Moto2 auf. Zudem wechselte man zu FTR-Fahrwerken und setzte noch ein drittes Motorrad für Kenny Noyes ein. Rabat fuhr als Dritter einmal aufs Podest und wurde in seiner Rookiesaison WM-Zehnter, während seine Teamkollegen 19. bzw. 28. wurden. In der 125-cm³-Kategorie traten nun Maverick Viñales und Sergio Gadea f̟ür BQR an. Viñales konnte vier Rennen gewinnen und wurde WM-Dritter, Gadea Neunter.
2012 begann für das spanische Team ein neues Kapitel, nachdem der Name von BQR zu Avintia geändert wurde. Zudem wurde aus der 125-cm³- die Moto3-Klasse. In dieser wurde eine FTR-Honda für Viñales als alleinigen Fahrer eingesetzt. Auch in der Moto2 fuhr man weiterhin auf FTR-Chassis, diesmal mit Julián Simón als einzigem Fahrer nach Rabats Wechsel zu Pons Racing; zunächst wieder mit einer FTR, diese allerdings wurde im Saisonverlauf gegen eine Suter ausgetauscht. Zudem trat man mit Einführung der Claiming-Rule-Klasse erstmals in der MotoGP-Klasse auf einer BQR-Kawasaki an. Fahrer waren Yonny Hernández und Iván Silva sowie im späteren Saisonverlauf David Salom und Kris McLaren. Hernández schloss die Saison als 17. mit 28 Punkten an, Silva als 23. mit zwölf. Dies reichte für den zehnten Rang in der Team-Weltmeisterschaft. In der Moto2 konnte Simón zweimal aufs Podest fahren und die Saison als 13. abschließen. In der Moto3 konnte sich Viñales noch einmal steigern und fünf der ersten neun Rennen gewinnen. Der 17-Jährige schien auf dem sicheren Weg zu sein, erster Moto3-Weltmeister der Geschichte zu werden, doch in der zweiten Saisonhälfte fuhr er lediglich einmal aufs Podest und schloss die WM abermals als Dritter hinter Sandro Cortese und Luis Salom ab. Ursprünglich hätte Viñales auch 2013 im Team bleiben sollen, doch da Avintia ihm für 2013 aufgrund finanzieller Differenzen keinen Moto2-Platz anbieten konnten, trennte er sich am Saisonende von seinem Team und wechselte zu Team Calvo, worauf Romero den Ausstieg aus der Moto3 verkündete, um sich mehr auf die Königsklasse zu fokussieren.
2013 trat man somit nur noch in der MotoGP- und der Moto2-Klasse an. In der MotoGP nun mit einem FTR-Chassis und Hiroshi Aoyama und Héctor Barberá als Fahrern. Beide Fahrer konnten die WM innerhalb der Top 20 abschließen. Erneut wurde Avintia Zehnter der Team-Wertung. In der Moto2, in der man erneut das Fabrikat wechselte (diesmal zu Kalex), hatte man größere Probleme. Zwar setzte man zwei Bikes für Kyle Smith und Ex-Moto2-Weltmeister Toni Elías ein, jedoch sollten beide Fahrer nur die erste Saisonhälfte fahren. In der zweiten Saisonhälfte wurden sie durch Ezequiel Iturrioz, Álex Mariñelarena und Dani Rivas ersetzt. Elías sammelte mit 22 Punkten mit Abstand am meisten ein, zwei weitere kamen von Mariñelarena. Aufgrund der Misserfolge entschloss man sich, sich ab sofort nur noch auf die MotoGP zu konzentrieren und in den unteren Klassen nicht mehr anzutreten. Zudem trennte man sich nach fünf Jahren von Blusens als Sponsor.
Während Barberá 2014 bei Avintia verblieb (und bis einschließlich 2017 im Team bleiben sollte), wurde das zweite Bike vom französischen Rookie Mike Di Meglio besetzt. Weiterhin setzte man ein eigenkonstruiertes Motorrad (diesmal mit dem Namen Avintia) an, das der Open Class (die die Claiming Rule-Klasse ersetzte) angehörte. Zwar waren damit nur sporadische Punkteplatzierungen möglich, für die letzten fünf Rennen jedoch durfte Barberá eine Werks-Ducati einsetzen, nachdem man bereits einen Vertrag als Ducati-Kundenteam unterschrieben hatte und konnte damit u. a. einen fünften Platz beim Großen Preis von Australien einfahren. Abermals wurde man Zehnter in der Teamwertung. In der Konstrukteurs-WM wurde Avintia auf Platz sieben gewertet.
2015 trat Avintia mit denselben Fahrern an sowie mit einer 2014er Ducati. Die Vorteile des stärkeren Materials konnten allerdings nicht wirklich genutzt werden, zwei zehnte Plätze Barberás waren die besten Resultate und auch mit dem stärksten Ducati-Kundenteam Pramac Racing, das ebenfalls Vorjahres-Ducatis einsetzte, konnte man nicht wirklich mithalten. Dennoch konnte sich das Team auf den neunten Rang der Teamwertung steigern.
Auch 2016 musste man sich mit einer 2014er Ducati begnügen. Di Meglio wurde gegen dessen Landsmann Loris Baz ausgetauscht. Die Saison verlief deutlich erfolgreicher, insgesamt gelangen Barberá und Baz vier Top-5-Platzierungen und der Spanier wurde WM-Zehnter. Dennoch konnte man sich in der Teamwertung mit Platz neun nicht verbessern, vor allem aufgrund des Wegfalls der Open-Class-Motorräder. Immerhin hatte man sich gegen das Aspar Team, das von Honda zu Ducati gewechselt hatte, deutlich durchsetzen können.
Aufgrund seiner Leistungen erhielt Barberá 2017 eine 16er Ducati, während sich Baz mit einem 15er Modell begnügen musste. Diese Saison jedoch verlief schlecht für den Spanier, denn er wurde mit lediglich 28 Punkten WM-22. Für Baz lief die Saison immerhin etwas besser; er wurde 18. mit 45 Punkten. In der Team-Weltmeisterschaft reichte es nur für den elften und vorletzten Platz. Immerhin wurde eine Rückkehr in die Moto3-Klasse mit KTM verkündet. Noch im selben Jahr konnte man mit zwei Wildcards für Vicente Pérez antreten.
2018 wurde das Team in der Königsklasse fahrerisch komplett reformiert, nachdem Barberá in die mittlere Klasse der Motorrad-Weltmeisterschaft und Baz in die Superbike-Weltmeisterschaft zurückgekehrt waren. Nun wurden Tito Rabat, der bereits in der 125-cm³- und Moto2-Weltmeisterschaft in Romeros Diensten gefahren war, sowie der Payrider Xavier Siméon verpflichtet. Rabat konnte immerhin zwei Top-8-Platzierungen einfahren, nach einer schweren Beinverletzung beim Großen Preis von Großbritannien jedoch fiel er für den Rest der Saison aus. Dadurch erhielt Siméon, der ursprünglich mit einer 16er Modell angetreten war, eine 17er Ducati, konnte jedoch trotzdem lediglich einen Punkt einfahren. Rabat wurde für den Rest erst durch Christophe Ponsson, dann durch Jordi Torres ersetzt, jedoch konnte lediglich Torres einmal als 15. punkten. Dadurch wurde Avintia in der Teamwertung Zwölfter und Letzter. In der Moto3 war ursprünglich Livio Loi verpflichtet worden, der allerdings nach acht Rennen Vicente Pérez weichen musste. Auch in der Moto3 wurde erstmals eine Teamwertung ausgetragen, die Avintia als 16. (und letzter) abschloss mit 24 Punkten (16 durch Pérez, acht durch Loi). Des Weiteren trat man in der Moto2 als Wildcard in sieben von 18 Rennen mit einer Kalex und Xavier Cardelús als Fahrer an, erreichte jedoch keine Punkte.
Auch 2019 fuhr Rabat bei Avintia und unterschrieb sogar einen Vertrag bis einschließlich 2021. Ursprünglich hätte auch Siméon einen Vertrag für 2019 gehabt, aufgrund seiner mangelnden Leistungen und Geldgeber jedoch wurde der Belgier gegen Karel Abraham ausgetauscht. Beide Fahrer traten diesmal mit einer Vorjahresmaschine und somit mit gleichwertigem Material an. Rabat wurde WM-20. mit 23 Punkten, Abraham 24. mit neun. Avintia wurde in der Team-WM als Elfter (allerdings erneut als Letzter) gewertet.
In der Moto3 war zunächst Pérez der Stammfahrer, nach sieben Rennen jedoch wurde er durch Stefano Nepa ersetzt. Der Italiener wurde Gesamt-25. mit 24 Punkten. Diesmal konnte man sich immerhin auf Platz 15 in der Teamwertung steigern.
Des Weiteren trat man im neuen MotoE World Cup mit dem letztjährigen MotoGP-Stammfahrer Xavier Siméon sowie Eric Granado als Fahrer an. Granado konnte die letzten beiden Rennen für sich entscheiden und den Cup als Dritter abschließen. Siméon wurde mit einem zweiten und einem dritten Platz Sechster.
Für 2020 hätte ursprünglich Abraham erneut auf der zweiten Maschine neben Rabat sitzen sollen, doch kurz nach Ende der Saison 2019 wurde sein Platz von Johann Zarco besetzt, der sich noch während der Saison von Red Bull KTM getrennt hatte. Dieser konnte beim Großen Preis von Tschechien im Qualifying die erste Pole-Position Avintias bzw. Esponsoramas in der Königsklasse im 148. Rennen einfahren und im Rennen als Dritter auch den ersten Podestplatz trotz eines Long-Lap-Penaltys. Als WM-Zehnter wurde Avintia (ab August als Esponsorama bekannt) diesmal immerhin nicht Letzter. Zudem gelang Zarco als WM-13. die beste Endplatzierung eines BQR/Avintia/Esponsorama-Piloten in der Königsklasse.
In der Moto3 tritt Carlos Tatay als Stammfahrer an. Damit ist das Moto3-Team Avintias das einzige Team in der MotoGP, Moto2 oder Moto3, das 2020 nur mit einem Fahrer antritt. Der Valencianer wurde in seiner Rookie-Saison WM-22.
In der MotoE wurde Siméon nach seinem Wechsel zum LCR Team gegen Xavier Cardelús ausgetauscht, während Granado im Team verblieb. Der Brasilianer konnte den Großen Preis von Spanien für sich entscheiden und schloss den Cup als Siebter ab.
2021 werden Zarco und Rabats Plätze von Enea Bastianini und Luca Marini übernommen, da Zarco zu Pramac Racing wechselt und Rabat (trotz gültigen Vertrags) die MotoGP verlässt. Tatays Vertrag wurde bereits im August verlängert, des Weiteren wird man ein zweites Moto3-Bike für Niccolò Antonelli einsetzen; zudem sollte Avintia in die Moto2 mit Marcos Ramírez als Fahrer zurückkehren, der Plan scheiterte jedoch, da Ramírez’ Platz von American Racing behalten wurde. In der MotoE wurde der Portugiese André Pires zweiter Fahrer neben Cardelús, nachdem Granado zu WithU Motorsports gewechselt war.
Beim zweiten Saisonrennen 2021 in Doha fuhr Antonelli als Dritter den ersten Moto3-Podestplatz für BQR/Avintia/Esponsorama seit dem Großen Preis von Japan 2012 ein.

## Statistik

### Team-WM-Ergebnisse

#### MotoGP-Klasse
- 2012 – Zehnter
- 2013 – Zehnter
- 2014 – Zehnter
- 2015 – Neunter
- 2016 – Neunter
- 2017 – Elfter
- 2018 – Zwölfter
- 2019 – Elfter
- 2020 – Zehnter

#### Moto3-Klasse (seit 2018)
- 2018 – 16.
- 2019 – 15.
- 2020 – 14.

#### MotoE World Cup
- 2019 – Cup-Gesamtsieger
- 2020 – Fünfter

### Konstrukteurs-WM-Ergebnisse

#### MotoGP-Klasse
- 2012 – Sechster
- 2012 – Elfter (mit FTR als Motorenhersteller)
- 2014 – Siebter

#### Moto2-Klasse
- 2010 – Neunter

### Grand-Prix-Siege
| Saison | Klasse  | Rennen                                                      |
| ------ | ------- | ----------------------------------------------------------- |
| 2008   | 125 cm³ | Vereinigtes Konigreich                                      |
| 2011   | 125 cm³ | Frankreich Niederlande Malaysia Valencia                    |
| 2012   | Moto3   | Katar Katalonien Vereinigtes Konigreich Niederlande Italien |
| 2019   | MotoE   | Valencia Valencia                                           |
| 2020   | MotoE   | Spanien                                                     |